# لي الكسندر
لي الكسندر (4 يوليو 1898 في جنوب أفريقيا - 28 أبريل 1943 في ميانمار) (بالإنجليزية: Leigh Alexander)‏ هو لاعب كريكت جنوب أفريقي. لعب مع Europeans cricket team ‏.